# Juan Carlos Osorio
Juan Carlos Osorio Arbeláez (* 8. Juni 1961 in Santa Rosa de Cabal) ist ein kolumbianischer Fußballtrainer und ehemaliger -spieler, der vorwiegend im Mittelfeld agierte.

## Karriere
Osorio begann seine aktive Laufbahn im Nachwuchsbereich von Anserma Caldas und erhielt seinen ersten Profivertrag bei Deportivo Pereira. Anschließend spielte er noch für den Internacional Porto Alegre und Once Caldas. Aufgrund einer schwerwiegenden Verletzung musste er seine Profikarriere bereits nach fünf Jahren beenden.
1990 ging er in die Vereinigten Staaten, um körperliche Gymnastik und Humanleistungen zu studieren. Um Praxis im Fußballbereich zu sammeln, ging er 1997 nach England, wo er zunächst an der University of Liverpool studierte und anschließend als Assistenztrainer bei Manchester City arbeitete.
Seinen ersten Vertrag als Cheftrainer erhielt er in seinem Heimatland beim Millonarios FC, den er in der Saison 2006/07 betreute. Anschließend wurde er vom US-amerikanischen MLS-Franchise Chicago Fire verpflichtet und wechselte dann zu den New York Red Bulls, mit denen er 2008 die Western Conference der Major League Soccer gewann.
Nach einer turbulenten Spielzeit ging Osorio in sein Heimatland zurück, wo er diesmal die Mannschaft von Once Caldas übernahm, mit der er in der Spielzeit 2010-II die kolumbianische Fußballmeisterschaft gewann.
Nach einer kurzen Zeit beim Puebla FC in Mexiko (2011) übernahm er den Club Atlético Nacional, mit dem Osorio seine bisher größten Erfolge feierte: drei weitere Meistertitel, zweimal Sieger des kolumbianischen Pokalwettbewerbs und 2012 Sieger der Superliga de Colombia. Außerdem erreichte Osorio mit seiner Mannschaft die Finalspiele um die Copa Sudamericana 2014, die gegen den argentinischen CA River Plate verloren wurden.
Nach einer mehrmonatigen Tätigkeit beim brasilianischen FC São Paulo wurde Osorio im Oktober 2015 als Cheftrainer der mexikanischen Fußballnationalmannschaft verpflichtet. Beim FIFA-Konföderationen-Pokal 2017 erreichte seine Mannschaft das Halbfinale gegen Weltmeister Deutschland, verlor dieses aber mit 1:4. Im Spiel um Platz 3 gegen Europameister Portugal, das seine Mannschaft mit 1:2 nach Verlängerung ebenfalls verlor, fiel er während der Verlängerung durch ehrverletzende Worte und aggressives Verhalten gegenüber den Spieloffiziellen auf und wurde daraufhin von der FIFA für sechs Pflichtspiele, u. a. beim CONCACAF Gold Cup 2017 gesperrt. Mit der mexikanischen Nationalmannschaft gewann er im Jahr 2019 den CONCACAF Gold Cup.

## Erfolge
- Sieger der Western Conference der Major League Soccer: 2008
- Kolumbianischer Meister: 2010-II, 2013-I, 2013-II, 2014-I
- Kolumbianischer Pokalsieger: 2012, 2013
- Meister der Superliga de Colombia: 2012